# Харчук, Борис Игнатьевич
Борис Игнатьевич Харчук (род. 1 января 1934, Подлесное, Винницкая область — 27 ноября 1998 года, Киев) — советский военный, генерал-майор, председатель Общества содействия обороне Украины. Народный депутат СССР от ДОСААФ СССР.

## Биография
Родился 1 января 1934 года в селе Подлесное на Винничине.
Окончил Военную академию бронетанковых войск имени Маршала Советского Союза Г. Я. Малиновского. С 1987—1991 — Председатель Центрального комитета Добровольного общества содействия армии, авиации и флота Украинской ССР. С 26 марта 1989 по 26 декабря 1991 — Народный депутат СССР. С 1991—1998 — Председатель Общества содействия обороне Украины. Член Главной редакционной коллегии Книги Памяти Украины.
Умер 27 ноября 1998 года, похоронен на Лукьяновском военном кладбище Киева.